# Jan Pijnenburg

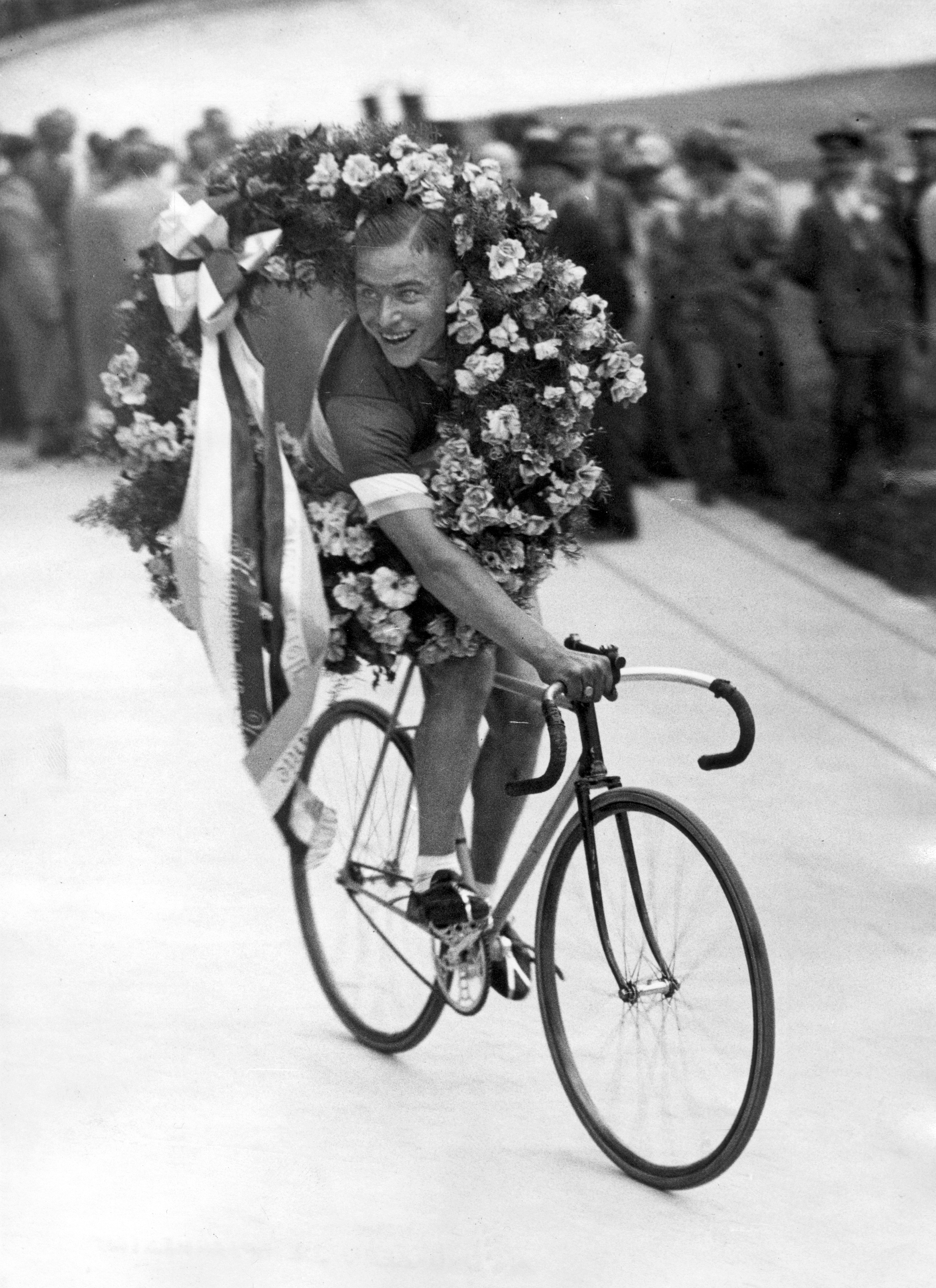
Jan Pijnenburg als Niederländischer Meister in der Einerverfolgung 1935

Johannes Baptist Norbertus „Jan“ Pijnenburg (* 15. Februar 1906 in Tilburg; † 2. Dezember 1979 ebenda) war ein niederländischer Bahnradsportler.

## Sportlerlaufbahn
Jan Pijnenburg war einer der erfolgreichsten und populärsten Bahnradsportler der Niederlande in den 1930er Jahren. Seine Liebe zum Radsport entdeckte er, als er auf der Radrennbahn seines Heimatortes Schokolade verkaufte. 1928 nahm er an den Olympischen Spielen in Amsterdam in der Mannschaftsverfolgung teil und errang mit dem Bahnvierer die Silbermedaille. Im Jahr löste er zunächst eine Lizenz als Unabhängiger. In dieser Kategorie wurde er niederländischer Meister im Sprint 1929. 1931 trat er zu den Profis über.

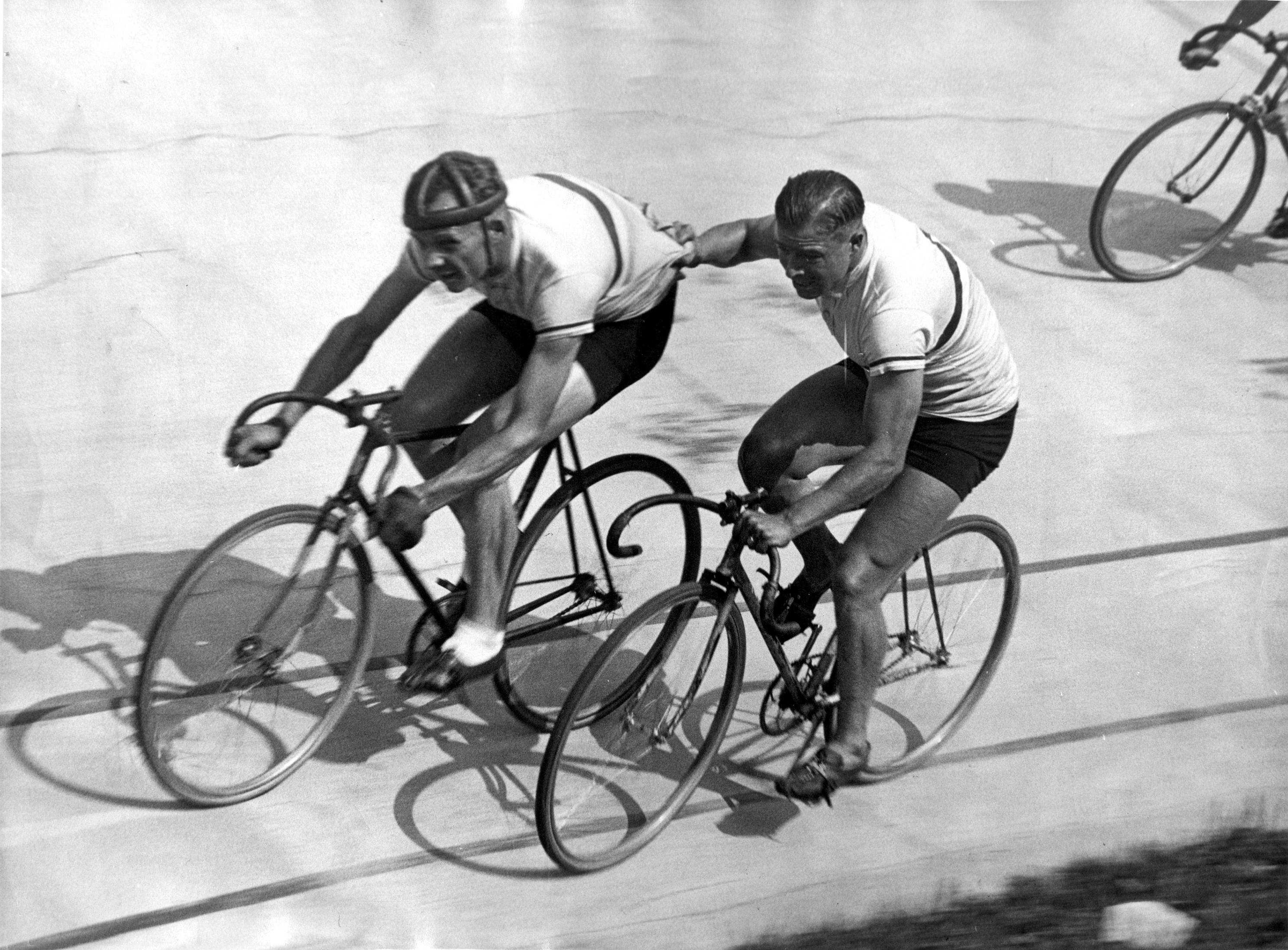
Pijnenburg bei der Ablösung mit Janus Braspennincx

 Bis Ende 1939 startete Pijnenburg, der die Spitznamen „Kanonbal“ und „De Pijn“ (doppeldeutig: Abkürzung des Nachnamens, aber auch niederländisch für „Schmerz“) trug, bei 50 Sechstagerennen, von denen er 17 gewann. Seine häufigsten Partner waren die Niederländer Cor Wals und Piet van Kempen. Zweimal reiste er auch zu Rennen in die USA, wo er beim Publikum sehr beliebt war, aber sehr unter Heimweh litt. Bis heute belegt er Platz 33 in der ewigen Rangliste der Sechstagefahrer. Noch während seiner Zeit als aktiver Fahrer organisierte er selbst Six days in den Niederlanden, so 1932 in Amsterdam.
Dreimal wurde Pijnenburg zudem Niederländischer Meister in der Einerverfolgung, konnte sich aber auch im Sprint mehrere Male unter den ersten Drei platzieren.
Am 9. September 1940 nahm Pijnenburg öffentlich Abschied von der Radsportlaufbahn mit einem Rennen gegen Gerrit Schulte in ’s-Hertogenbosch.

## Sonstiges
Erst beim Aufstellen seines Aufgebotes im Jahr 1933 stellte Jan Pijnenburg zu seiner Überraschung fest, dass er eigentlich drei Vornamen – Johannes Baptist Norbertus – hatte und richtig PijnenbOrg hieß. Da er aber schon unter dem Namen „Pijnenburg“ bekannt geworden war, ließ er seinen Nachnamen ändern. Bei der Trauung am 1. Mai 1933 in Tilburg war der Andrang von Schaulustigen so groß, dass die Polizei für Ordnung sorgen musste.
Nach Beendigung seiner Radsportkarriere eröffnete Pijnenburg in Tilburg das Restaurant „Old Dutch“, das von vielen Prominenten besucht wurde, u. a. Clark Gable. 1950 war er als Sportlicher Leiter bei der Tour de France 1950 tätig; da er sich aber mit Straßenradsport nicht auskannte, blieb es bei einer Saison.